# Chelodina mccordi
Chelodina mccordi  (лат.) — вид змеиношейных черепах (Chelidae). Обитает на острове Роти и (возможно) Тимор.
Длина карапакса до 20 см, расширяется к центру. Карапакс светлый, у некоторых особей он почти тёмно-коричневый. Пластрон светло жёлто-белого цвета. Самки крупнее самцов. В кладке 8—9 яиц, похожи на яйца Chelodina  longicollis. Срок инкубации — 2—3 месяца. Из одной кладки черепашата могут вылупляться с разницей в 30 дней. У малышей пластрон чёрного цвета с жёлтыми пятнами.

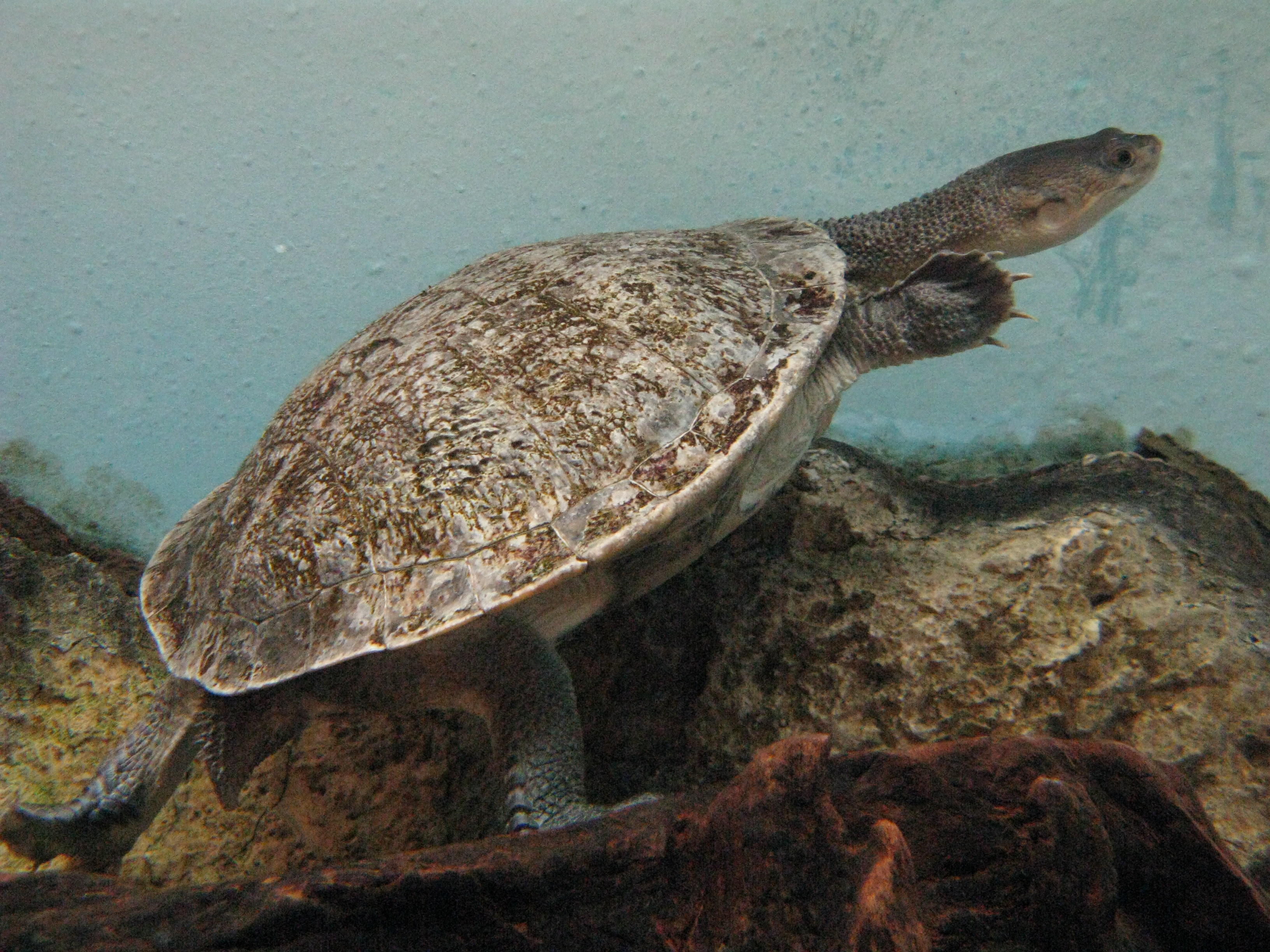
Chelodina Mccordi